# Euphthiracarus similis
Euphthiracarus similis är en kvalsterart som först beskrevs av Sellnick 1925.  Euphthiracarus similis ingår i släktet Euphthiracarus och familjen Euphthiracaridae. Inga underarter finns listade i Catalogue of Life.